# Rhagonycha flavotibialis
Rhagonycha flavotibialis là một loài bọ cánh cứng trong họ Cantharidae. Loài này được Medvedev & Ryvkin miêu tả khoa học năm 1989.